# ポチの告白
『ポチの告白』（ポチのこくはく）は、2009年公開の日本映画。

## 概要
- 巡査として実直に勤務し、ある日刑事へと選抜昇任した警察官が、上司である刑事課長の裏の警察組織犯罪に巻き込まれていく。
- 警察犯罪を真正面からとりあげた過激な内容ながら、東葛地域のフィルム・コミッションの全面協力で、市役所を含めたロケが行われた。外国特派員協会も、設立されて以来初の撮影協力を行った。
- 当初ライブドアホールディングスグループの「ブロードバンドピクチャーズ」が製作に参加していたが、諸般のトラブルでノークレジットとなった。
- 作品が完成したのは2005年であったが[1]、映画の過激な内容やライブドア事件の影響のため、限られた場所でしか上映されなかった。しかし2009年、アルゴ・ピクチャーズによってようやく全国公開された。
- 2009年1月24日、新宿K's cinemaにてロードショー、全国21館で上映後、2010年にDVD発売後にも地方での劇場公開が続き、2011年には英国でDVDが発売されソールドアウトを記録した。
- 全国公開中に、製作・監督の高橋玄が配給会社アルゴ・ピクチャーズを成績報告と配分金支払いの債務不履行により配給契約を解除の上、東京地方裁判所に告訴（平成22年（ワ）第7923号）。アルゴ・ピクチャーズ側からの和解申し入れにより、2011年3月30日付けで和解成立（和解条項は非公開）。

## キャスト
- 竹田八生〔交番勤務→所轄刑事→5年後に組織犯罪対策課長・通称タケハチ〕：菅田俊
- 山崎〔所轄警察署刑事・竹田の後輩〕：野村宏伸
- 草間力男〔飲食店経営者・警察不祥事を追いかけている〕：川本淳市
- 竹田千代子〔竹田の妻〕：井上晴美
- 北村耕司〔新聞記者・草間の協力者〕：井田國彦
- 三枝良明〔刑事課長〕：出光元
- 大野〔広報担当警察官〕：水上竜士
- 大野〔広報担当警察官〕：宮本大誠
- 風祭ゆき
- 奈良憲治〔巡査長〕：三浦清光
- ガンビーノ小林
- 木下順介
- 山下真広
- 岸川誠〔巡査〕：舩木壱輝
- 田望
- 小島〔北村の後輩の新聞記者〕：塚本博一
- 国井六法〔竹田が気にかける新人巡査〕：新井貴淑
- 千田実〔新聞社デスク〕：吉田祐健
- 蓉崇
- 李鐘浩
- 成川清〔麻薬の売人〕：藤村忠生
- 北村栄基
- 並樹史朗
- 朝田帆香（子役）
- つじしんめい
- 佐久間哲
- 大坪健介〔竹田の公判を担当した裁判長〕：宮崎学（特別出演）
- 寺澤有（特別出演） ほか

## スタッフ
- 製作：田村正蔵、高橋玄
- プロデューサー：佐藤輝和、小高勲、高橋玄
- 原案協力：寺澤有
- 協力：日本外国特派員協会

## 受賞歴
- 第19回日本映画プロフェッショナル大賞・主演男優賞（菅田俊）
- 映画館大賞特別賞
- JAPAN CUTS 2009年（ニューヨーク日本映画祭）観客人気投票2位